# Brachymeria providens
Brachymeria providens är en stekelart som först beskrevs av Victor Ivanovitsch Motschulsky 1863.  Brachymeria providens ingår i släktet Brachymeria och familjen bredlårsteklar. Inga underarter finns listade.